# Lada Vesta
La Lada Vesta est une berline familiale qui est produite par le constructeur automobile Lada depuis le 25 septembre 2015. 

## 2014: la Vesta Concept
Dessinée par Steve Mattin, la Vesta Concept est présenté en août 2014. Basée sur une nouvelle plateforme.
À l'intérieur, la Vesta Concept adopte peu d'éléments près la planche de bord du modèle de série. Plus qualitative d'aspect, et plus moderne que la version précédente, elle adopte en outre la tablette tactile de la Kalina 2.

## 2015: la Vesta Cross
Un an après la Vesta Concept berline, en août 2015 Lada dévoile la Vesta Cross Concept.
Bas de caisse noirs, sabots en aluminium, jantes de 18 pouces et garde au sol augmentée à 300 mm, des éléments stylistiques dont la version de série doit être commercialisée d'ici 2016. Le constructeur projette en effet d'industrialiser la Vesta Break et la Vesta Cross d'ici septembre 2016, soit un an après le lancement de fabrication en série de la berline Vesta.

## La commercialisation

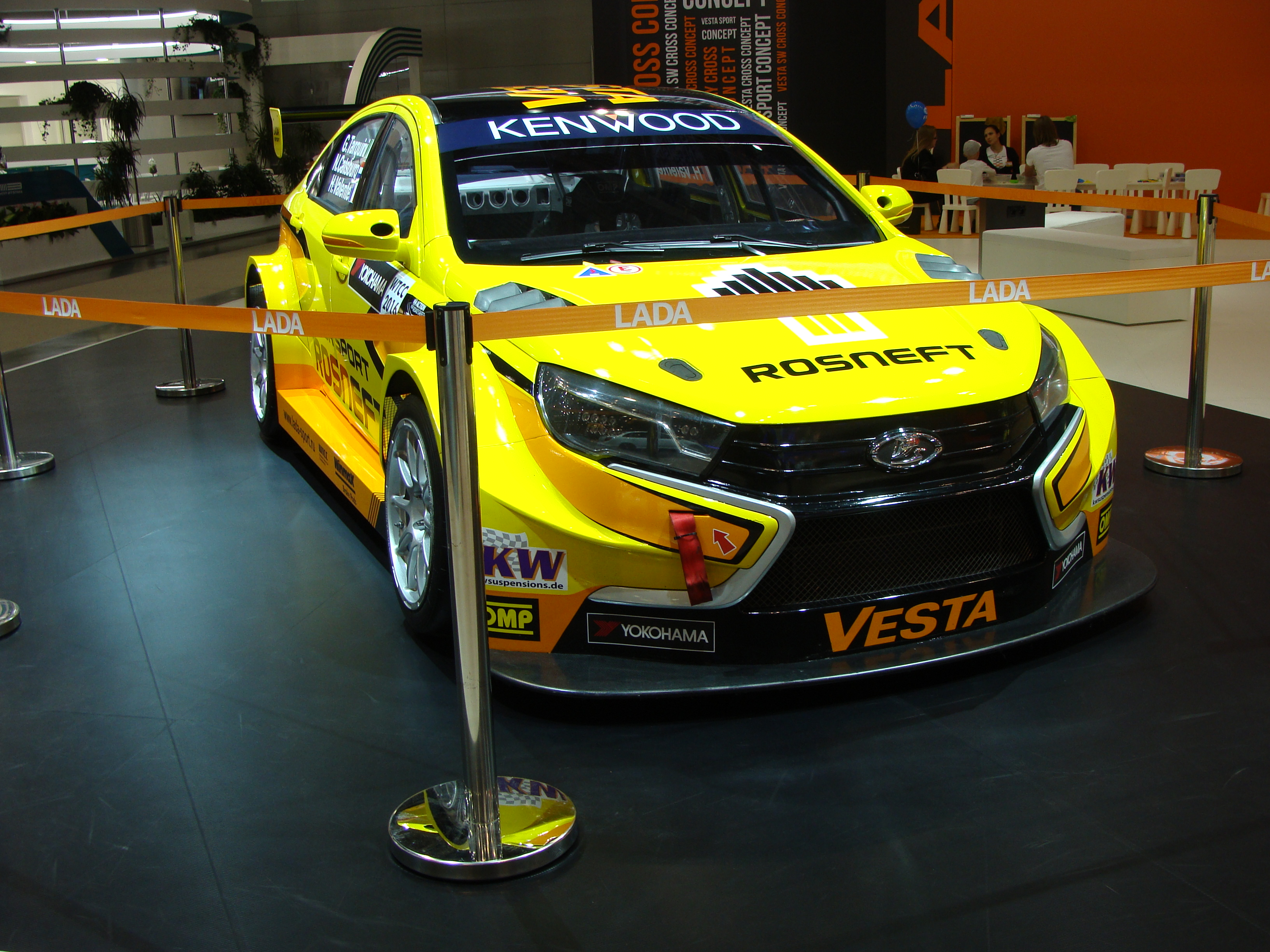
Sport edition.

Le 25 septembre 2015 à 11h36, la première Lada Vesta de l'histoire sort des chaînes de montage de l'usine automobile.

Entre-temps, en octobre, le constructeur dévoile celle qui succédera aux 110 et Priora Premier destinées aux administrations : la Vesta VIP.